# Bregbo
Bregbo est une localité de la Côte d'Ivoire située au bord de la lagune Ébrié à proximité de Bingerville.

## Personnalités liées à la localité
- Le footballeur Maxwell Cornet y est né en 1996.